# Das Fest des Huhnes
Pour plus de détails, voir Fiche technique et Distribution.
Das Fest des Huhnes (traduction de l'allemand Le Festival du poulet) est un film autrichien sorti en 1992 et réalisé par Walter Wippersberg. C'est une production de l'Österreichischer Rundfunk (ORF) réalisée par leur antenne de Haute-Autriche, pour leur série Kunst-Stücke (de) (Œuvres d'art).

## Idée
Les mœurs et les coutumes des « peuples autochtones » de la Haute-Autriche sont décrits par une équipe d'anthropologues de l'Afrique subsaharienne avec le style utilisé par les anthropologues européens et américains quand ils analysent le monde non-occidental. Pendant le tournage, les anthropologues découvrent de nouveaux phénomènes culturels. Wippersberg file ainsi la méthodologie de recherche occidentale des anthropologues et l'exécution ethnologique des études, et puis la vulgarisation de cette recherche par le biais d'un film documentaire.
Le nom du film provient de la découverte faite par les chercheurs : les églises ne sont plus fréquentées, mais les habitants du lieu ont tendance à se rassembler dans de grandes tentes, et boire un fluide jaunâtre au litre, tout d'abord en mangeant du poulet comme nourriture principale, puis finalement en effectuant une danse du poulet. Les chercheurs arrivent alors à la conclusion que le poulet a remplacé l'agneau comme animal sacrificiel.

## Commentaires
- Le journal autrichien Der Standard affirme que « le film présente une merveilleuse représentation de la vie autrichienne (de haute-Autriche) vue par un étranger, avec le point de vue distant et scientifique d'un ethnologue. Le sarcasme et le contrepoint parfaitement développé de l'image et du son se fondent dans une unité ironique[1] ».
- Le journal autrichien Kurier affirme que « peut-être le plus original et le plus vil des films de l'ORF de 1992 ; la parodie des films d'expéditions scientifiques chauvinistes interprétant tout atteignant le statut de culte[1] ».